# Ernst Karl Plech
Ernst Karl Plech (* 16. August 1944) ist ein österreichischer Immobilienmakler und Unternehmer.

## Leben
Ernst Karl Plech entstammt einer Leobner Arbeiterfamilie. Er besuchte in den 1950er Jahren die Hauptschule und schloss daraufhin eine kaufmännische Lehre ab. Von Februar 1967 bis Dezember 1971 arbeitete Plech als Vertreter in Wien für die Firma Bertelsmann. Im Jänner 1972 gründete Plech mit Peter Dirnbacher die Hausverwaltung und Maklerfirma Dirnbacher & Plech. Im selben Jahr legte Plech die Befähigungsprüfung zum Immobilientreuhänder ab und gründete die protokollierte Einzelfirma Ernst Karl Plech Immobilientreuhänder mit 10 Mitarbeitern, welche bis heute existiert. Mitte der 1970er Jahre arbeitete Plech auch als Geschäftsführer eines Rotlichtlokals am Wiener Gürtel. Mit dem Taxiunternehmer Werner Donauer gründete er die Gaststättengesellschaft „PED“ am Lerchenfelder Gürtel Nr. 40. Mitte der 1990er Jahre zog sich Plech zurück und gründete die Firma „Auto make up“, die Neu- und Gebrauchtwagen aufpolierte, ab 1989 auch Dachböden ausbaute und 1991 in die „Plech und Plech Immobilientreuhändergesellschaft“ überging.
Anfang der 1990er Jahre stellte Plech dem ehemaligen freiheitlichen Politiker Jörg Haider ein Penthouse im Wiener Grätzl Pratercottage in der Leopoldstadt zur Verfügung. Später mietete sich dort der ehemalige Finanzminister Karl-Heinz Grasser ein, dem Plech auch später während dessen Zeit als Finanzminister zur Seite stand.
Im Jahr 1992 trat Plech als Sprecher des Personenkomitees für Heide Schmidt, die 1992 als Präsidentschaftskandidatin das liberale Aushängeschild der FPÖ gab, in Erscheinung. 1997 gründete Plech mit weiteren FPÖ-Sympathisanten, dem Industriellen Ernst Hofmann und dem Vater von Karl-Heinz Grasser die „RS Privatradio GmbH“, wofür er jedoch keine bundesweite Radiolizenz bekam. Im selben Jahr zog Plech für die FPÖ in den Sparkassenrat der Bank Austria ein.
Im Jahr 2000 gründete er zusammen mit dem ehemaligen FPÖ-Politiker Walter Meischberger, dem PR-Berater Peter Hochegger und dem Motorrad-Sportler Heinz Kinigadner das monatliche Boulevard-Magazin Seitenblicke, von dem er sich jedoch vor geraumer Zeit wieder zurückgezogen hatte.

## Verwicklung in Affären

### Meischberger-Sparbuch
Im Wahlkampf 1999 wurde bekannt, dass der FPÖ-Abgeordnete Meischberger eine größere Summe in Bar bekommen und nicht versteuert hatte. Seinen freiwilligen Rückzug aus dem Nationalrat ließ sich dieser teuer abkaufen. Der Deal wurde von der Kanzlei des späteren Justizministers Dieter Böhmdorfer über den „Sachwalter“ Plech abgewickelt. Im Jahr 2011 fand die Polizei im Zuge einer Hausdurchsuchung bei Plech ein Sparbuch Meischbergers mit einer Einlage von 2,5 Millionen Schilling (182.000 Euro) und eine schriftliche Vereinbarung, die Meischberger den Posten eines ORF-Stiftungsrats garantierte.

### BUWOG-Affäre
In den Jahren nach dem Antritt der schwarz-blauen Regierung 2000 wird Plech unter Finanzminister Grasser – mit dem er seit Mitte 2009 die gemeinsame Immobiliengesellschaft GPS betreibt – Vorsitzender des BUWOG-Aufsichtsrats, Mitglied des Kontrollorgans der Bundesimmobiliengesellschaft (BIG) und dreier weiterer staatlicher Wohnbaugesellschaften. Er war auch stimmberechtigtes Mitglied jener Vergabekommission im Finanzministerium, die zunächst die Investmentbank auswählte und später über den Verkauf von 60.000 Bundeswohnungen entschied. Am 15. Juni 2004 hatte die Immofinanz mit hauchdünnem Vorsprung die Ausschreibung gewonnen. Sie hatte 961 Millionen Euro geboten, nur eine Million mehr als der zweitbeste Bieter. Plech soll an den illegalen Absprachen und Provisionszahlungen beteiligt gewesen sein. Ein Teil des Geldes fand sich später auf einem Liechtensteiner Konto, für das Plech und seine Familie zeichnungsberechtigt sind. Der Republik Österreich sollen durch den niedrigen Verkaufspreis bis zu einer Milliarde Euro entgangen sein.
Am 10. Februar 2010 ließ die Staatsanwaltschaft Plech's Haus durchsuchen. Die Justiz ermittelt wegen des Verdachts auf Untreue und Amtsmissbrauch.
Am 2. Mai 2012 musste er zu diesem Fall auch vor dem Untersuchungsausschuss zur Klärung von Korruptionsvorwürfen aussagen.
Am 21. Juli 2016 gab die Wirtschafts- und Korruptionsstaatsanwaltschaft bekannt gegen Plech sowie Karl-Heinz Grasser, Walter Meischberger, Peter Hochegger und zwölf weitere Personen in den Causae BUWOG und Terminal Tower Anklage zu erheben. Der verursachte Gesamtschaden beläuft sich laut Anklage auf zehn Millionen Euro woraus sich ein Strafrahmen von bis zu zehn Jahren Haft ergibt.

### Provisionen durch öffentliche Stellen
- Im Jahr 2002 erhielt Plech vom Justizministerium eine Maklerprovision von knapp 700.000 Euro – nachdem er ein Jahr zuvor den Umzug mehrerer Wiener Behörden (Handelsgericht, Bezirksgericht Innere Stadt und Bezirksgericht für Handelssachen) in den neuen City Tower Vienna vermittelt hatte.
- Für den Verkauf eines Teilareals des Frauengefängnisses Schwarzenau erhielt Plech 25.000 Euro aus öffentlichen Geldern.
- Der Freiheitliche Harald Fischl bekam von der staatlichen Buwog, für die Plech zuständig war, einen äußerst günstigen Vertrag für das Sanatorium Purkersdorf.[2]